# アラン・パーメイン
アラン・パーメイン（Alan Permane, 1967年2月4日 - ）は、イングランド出身の自動車技術者。長年ルノーグループにて、傘下のF1チームの要職を歴任。2024年よりレッドブル傘下のRB F1チームに移籍した。

## 経歴
1989年、パーメインは、ベネトンF1チームのテストエレクトロニクスエンジニアとしてモータースポーツキャリアを開始した。
1997年にレースエンジニアとなった後、2002年から2006年までルノーF1チームのスタッフとして、ヤルノ・トゥルーリやジャンカルロ・フィジケラのエンジニアを務めた。
2007年、チーフレースエンジニアに昇格し、ロータス・ルノーGPに変わった2011年にはCOO（最高執行責任者）を務めた。
2012年、ロータス・ルノーGPから改称したロータスF1チームのスポーティングディレクターとなり、さらに変遷を経たルノーF1、アルピーヌF1でも同職を務めた。
2023年7月のベルギーグランプリを最後に、ベネトン時代から長年勤めたルノーグループから離脱。
2024年シーズンより、RB・フォーミュラワン・チームに移籍しレーシングディレクターに就任
2025年7月9日、前代表のローラン・メキースがレッドブル・レーシング代表に就任したことに伴い、RB・フォーミュラワン・チームのチーム代表に昇格した。